# Schnitzer-Eiche
Koordinaten: 51° 4′ 42″ N, 9° 9′ 12″ O
Die Schnitzer-Eiche ist eine als Naturdenkmal geltende markante Eiche im Naturpark Kellerwald-Edersee, wo mehrere alte Eichen nach verdienten Forstleuten benannt sind.

## Geographische Lage
Der große Baum steht auf 340 m Höhe an einer fünfarmigen Wegkreuzung wenige Meter innerhalb des westlichen Waldrands in der Gemarkung von Braunau, einem südlichen Stadtteil von Bad Wildungen im nordhessischen Landkreis Waldeck-Frankenberg. In unmittelbarer Nähe befindet sich eine Schutzhütte für Wanderer. Das Dorf Braunau liegt etwa 1,5 km westlich, die um 1350 als Teil der Wildunger Landwehr errichtete Braunauer Warte steht 800 m nordwestlich.

## Geschichte
Jakob Schnitzer war im zweiten Viertel des 19. Jahrhunderts als fürstlich Waldeckscher Forstläufer im Bereich von Braunau angestellt. Die Einwohner des Dorfes waren in erheblichem Maße vom Wald abhängig. Erlaubt war ihnen allerdings nicht allzu viel: sie durften Gras zum Füttern und Laub zur Einstreu holen, sie durften Leseholz für den Winter sammeln, und sie durften Schweine in diejenigen Eichen- und Buchenwälder treiben, die ihnen als Hutewälder zur Nutzung zugestanden waren. Alles andere, insbesondere Wilderei (Jagen, Schlingen- und Fallenstellen, Wildfischerei) und Waldfrevel (z. B. Bäume fällen, Äste abschneiden oder junge Baumgewächse, Waldfrüchte und Harze entwenden), war strengstens verboten und wurde schwer bestraft. Zu Schnitzers Aufgaben gehörte es, die Einhaltung der Forstgesetze und -regeln zu überwachen und durchzusetzen. Da er seinen Pflichten mit gebotenem Eifer und Ernst nachging, war er bei der Braunauer Bevölkerung sehr unbeliebt. Am 25. Juli 1835 wurde er in eine Falle gelockt und von Wilddieben umgebracht.